# Catimbao

## El Comienzo
Formada hacia fines del 2004 entre un grupo de amigos (Juanchi Bisio -guitarra/Voz-, Gonza Bisio -Bajo/Coros-Mauri Acuña –Percusión-, Juan Pita –Batería-), Catimbao comenzó su carrera viajando asiduamente y tocando como banda estable del pub de Villa Elisa - Entre Ríos, Catimbao Bar. Sobre la base de una propuesta musical que incluye fuertes influencias tanto del Reggae y del Dub, así como del Rock en sus comienzos, para luego identificarse también con la música hispanoamericana y una propuesta escénica marcada por la potencia del cuarteto, consiguen en poco tiempo crear un estilo muy personal. 
A lo largo de su carrera Catimbao ha realizado gran cantidad de presentaciones en vivo, habiendo compartido escenario con Los Cafres, Resistencia Suburbana, Los Pericos, Cultura Profética, Gondwana, Ky Mani Marley, Amparanoia, Fidel Nadal, Riddim, entre otros; incluyendo varias giras por el interior del país que los llevó por toda la provincia de Entre Ríos, Córdoba y la costa Atlántica, además de haber pisado importantes escenarios y participado en reconocidos Festivales (Pepsi Music 08, Bombardeo del demo - FM Rock & Pop, Reggae Camp, Bs As Reggae).
La esperada grabación de Existir (primer trabajo discográfico de la banda), llega a mediados del 2008, siendo editado y lanzado bajo el sello MTT Records. El nombre del disco coincide con el título de la primera canción compuesta por el grupo. Poco tiempo después Juanchi Bisio es designado nuevo guitarrista de Los Piojos. Durante la participación estable de Juanchi en la famosa banda del Palomar, Catimbao siguió en plena presentación del disco y tocando por todo el país durante el resto del 2008 y 2009. 
Existir es presentado en los medios de difusión televisivos (Canal A, CM, Much Music, entre otros), gráficos (La Mano, Inrrockuptibles, Rolling Stone, Sup. Sí Clarín, Sup. No Página 12) y radiodifusión (Rock & Pop, Mega, Radio Uno, entre otras) siendo muy bien aceptado y recibiendo excelentes críticas.
Existir es una exquisita combinación de rock y reggae que incluye 9 composiciones propias y 3 covers. Una versión Roots-Rock-Reggae del tango Nostalgias, una del clásico Yendo de la Cama al Living de Charly García y también como –Bonus Track- un compilado de casi 10 minutos homenajeando al mítico Bob Marley. 
A principios del 2010, Catimbao lanza oficialmente el video clip de Real, primer corte de Existir. El primer clip de la banda fue presentado en los canales de música más destacados del medio como MTV, Much Music, Quiero música en mi idioma y CM. La banda comienza además a adelantar en sus shows lo que será su segundo disco, con temas como Adoquín, Ahí nos vemos, Superman, Se vá entre otros que formaran parte del sucesor de Existir planeado para principios del 2011.

EXISTIR se comercializa en todos los Musimundo del país y en disquerías Other History (Bs As), así como en los conciertos de la banda o vía e-mail.
CATIMBAO es:
Juanchi G.Bisio Gtr/Voz
Gonza G.Bisio Bajo/Coros
Mauri Acuña Percu/Fxs
Juan I. Pita Batería
Sitio Oficial de CATIMBAO

## Discografía

### Existir(2008)
Este CD salió en el año 2008, es el primer CD de Catimbao
1. Real
2. Vibrar en paz
3. Existir
4. Loco de amor
5. Nostalgias
6. Voy
7. Cerca del sol
8. Siempre vas a estar
9. Dios
10. Yendo de la cama al living
11. El eco de su nombre
12. Don Marley

Ahí nos vemos (2013)
1. Adentro
2. Disco
3. Donde está tu luz
4. Estas acá
5. Bacante
6. Adoquín
7. El bolero
8. Lima
9. Superman
10. How do you sleep
11. La duda
12. Se va
13. Dejarte ir
14. Ahí nos vemos

- Datos: Q5758735